# Biserica Sfântul Mucenic Toma din Bristol
Sfântul Toma Mucenic este o fostă biserică parohială a Biserica Anglicană de pe strada St Thomas din cartierul Redcliffe din orașul englez Bristol.
Are un turn din secolul al XIV-lea, dar naosul a fost reconstruit în 1791–93 de James Allen. O reordonare substanțială a fost efectuată de William Venn Gough între 1878 și 1880, iar vârful turnului a fost remodelat cu spire, pinnacule și parapet străpuns de Gough în 1896–97.

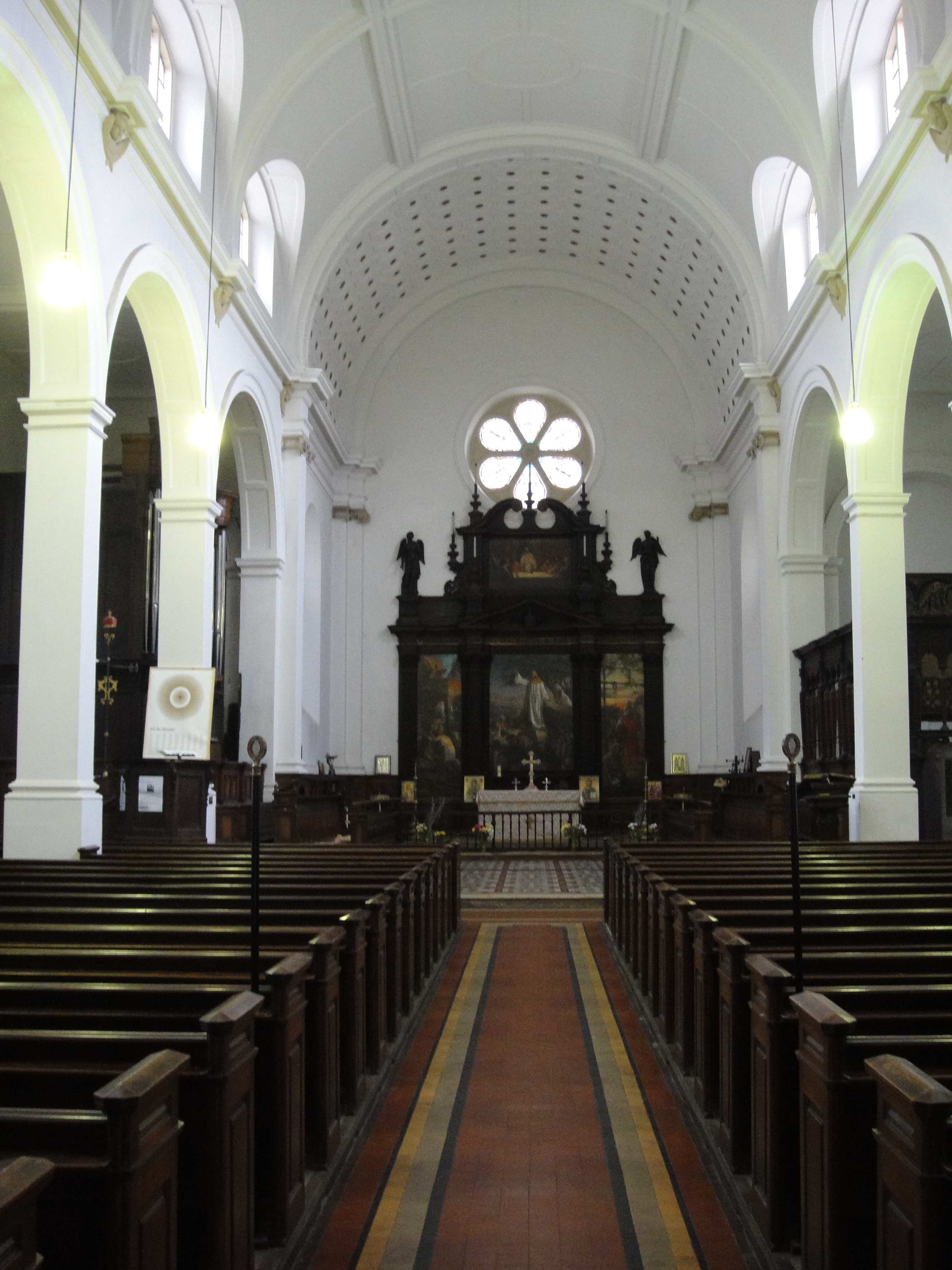
Interiorul bisericii

Patru picturi pentru retablo au fost comandate artistului german Fritz von Kamptz în 1906, și sunt acum adăpostite pe culoarul de sud.
Deși biserica a supraviețuit atacul aerian masiv de la Bristol din Al Doilea Război Mondial, congregația a declinat după război și biserica a fost în cele din urmă declarată redundantă. Este în grija Trust de Conservare a Bisericilor, fiind învestit în Trust pe 17 februarie 1988.

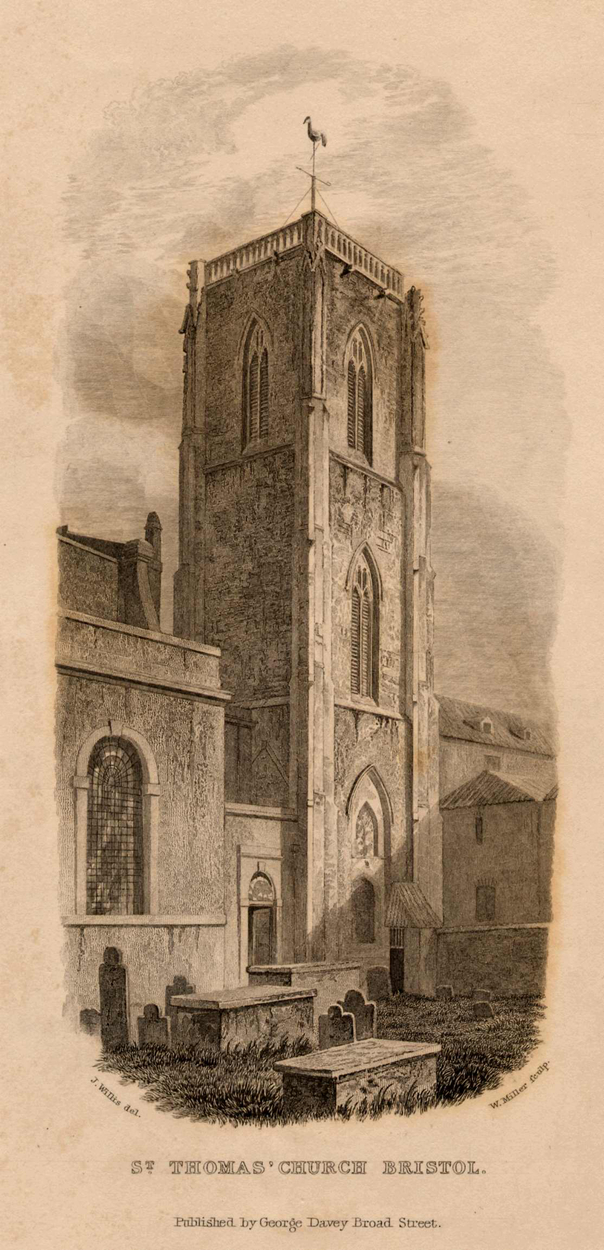
Gravură a bisericii Sfântul Toma Mucenic, publicată în jurul anului 1838. Vederea arată corpul bisericii din secolul al XVIII-lea din stânga imaginii și turnul din Evul Mediu din centru. În fața bisericii se vede cimitirul cu pietre funerare. Pe fundal pot fi văzute clădirile pieței de animale Sfântul Toma, acum în mare parte demolate, cu excepția Sala de Lână, care a fost regenerată într-un loc de muzică de cult numit Lâna.

Orga a fost construită de John Harris în 1729 și a atras admirația lui Händel.
Biserica este înregistrată în Lista Patrimoniului Național pentru Anglia ca un clădire catalogată gradul II*.

## Arhive
Înregistrările parohiale pentru biserica Sfântul Toma Mucenic din Bristol sunt păstrate la Arhivele Bristol (Ref. P. St T) (catalog online) inclusiv registre de botez, căsătorie și înmormântare. Arhiva include, de asemenea, înregistrări ale titularului, gardienilor bisericii, supraveghetorului săracilor, consiliului bisericii parohiale, organizațiilor de caritate, societăților, pătrunzilor, sacristiei, acte, planuri și fotografii.

## Utilizare curentă
Clădirea este în prezent închiriată de Trust de Conservare a Bisericilor unei comunități a Bisericii Ortodoxe Române care o folosește pentru închinare de duminica și zilele speciale. Alteori este disponibil pentru inchiriere.